# Guglielmo Frangipani
Guglielmo Frangipani (en grec moderne : Γουλιέλμος Φραγκιπάνης ; mort en 1337) est l'archevêque latin de Patras et chef de la baronnie de Patras en Grèce franque de 1317 jusqu'à sa mort en 1337.

## Biographie
Membre de l'ordre franciscain, Guglielmo Frangipani est le descendant d'une famille romaine importante. Occupant le siège épiscopal de Patras depuis le 3 janvier 1317, il prouve qu'il est un prélat capable et énergique et au cours de son mandat, il agit pratiquement comme un seigneur autonome,. Guglielmo Frangipani tisse des liens étroits avec la république de Venise : il devient citoyen de Venise, le 30 janvier 1336 et en 1321, alors que la principauté d'Achaïe est menacée par l'empire byzantin sous le pouvoir d'Andronic Asen, il  tente d'offrir le contrôle de ce qui restait de la principauté à la république de Venise,.
Néanmoins, en 1325, il participe avec les autres magnats et seigneurs féodaux de la principauté, à la réception solennelle du nouveau prince, Jean de Durazzo, à Glarentza,. En 1329 il est nommé bailli de la principauté, en raison de l'absence du prince Robert de Tarente. Il est le premier religieux à être nommé à ce poste, qu'il garde jusqu'en 1331. En plus de statuer sur les différends entre les seigneurs féodaux, sa responsabilité principale, au cours de ces années, est l'approvisionnement des forteresses achaïennes en grains, lequel doit être importé d'Italie,.
À partir de 1330, à la suite de la politique pontificale, il s'oppose aux Catalans du duché d'Athènes, en les excommuniant à plusieurs reprises. Bien qu'il ait été, jusqu'à présent, un fidèle serviteur de la principauté, après l'arrivée d'un nouveau bailli, Bertrand des Baux, au début de 1336, ses relations avec l'administration princière se détériorent rapidement : Guglielmo Frangipani refuse dorénavant de rendre hommage au prince et son acquisition de la citoyenneté vénitienne amorce la rupture définitive. Par conséquent, lorsque Frangipani meurt, en 1337, Bertrand assiège Patras afin de la réduire à l'obéissance, avant l'arrivée de son successeur, Roger, Archevêque de Patras (en). Le pape Benoît XII réagit en déclarant la ville terre de la sainte Église romaine et place la principauté sous interdit. En conséquence, Bertrand doit battre en retraite et l'archevêque devient indépendant, bien que ses fiefs laïques doivent encore allégeance au prince,.

## Sources
- (en) Cet article est partiellement ou en totalité issu de l’article de Wikipédia en anglais intitulé « William Frangipani » (voir la liste des auteurs).
- La Morée franque. Recherches historiques, topographiques et archéologiques sur la principauté d’Achaïe Bon Antoine  - 1969 - Édition : De Boccard en ligne
- (en) Topping, Peter (1975). A History of the Crusades, Volume III: The fourteenth and fifteenth centuries -  Édition : University of Wisconsin Press. - pp. 104-140.  (ISBN 0-299-06670-3) (Version en ligne)